# From Dust
From Dust – gra wideo zaprojektowana przez Erika Chahi i wyprodukowana przez studio Ubisoft Montpellier. Ubisoft opisał ją jako duchowego następcę Populousa, gry wyprodukowanej przez Petera Molyneux i brytyjskie studio Bullfrog w 1989 roku. Zapowiedziano ją 14 czerwca 2010 roku na E3, a 27 lipca 2011 roku wydano na platformę Xbox 360 jako część wydarzenia XBLA Summer of Arcade. Wersja na PC początkowo miała zostać wydana w tym samym czasie, lecz z nieznanych powodów opóźniono jej premierę i wydano 17 sierpnia. Wersja na PlayStation 3 w Europie ukazała się 14 września 2011 roku. Gra From Dust jest rozprowadzana przez Internet za pośrednictwem Steam, OnLive, GamersGate i Xbox Live Arcade.
W grze From Dust gracz wciela się w boga, który manipuluje środowiskiem archipelagu starając się ocalić i oświecić koczownicze plemię. Za pomocą kulistego kursora gracz w czasie rzeczywistym kontroluje glebę, lawę oraz wodę. Lawa stygnie i tworzy litą skałę, na glebie rośnie roślinność i rozprzestrzenia się naturalnie, gdy zostanie zbudowana wioska, a szybki ruch wody powoduje erozję terenu. Fizyczne zmiany w świecie zachodzą bardzo szybko, pozwalając graczom w ciągu kilku minut zmienić krajobraz wyspy.
Kampanie w grze From Dust mają postać ciągu misji, w których wykonywanie różnych zadań przyspiesza rozwój plemienia i daje dodatkowe moce, takie jak zdolność zwiększania gęstości wody. Plemienni szamani powiadamiają gracza o klęskach żywiołowych na krótko przed ich wystąpieniem, zwłaszcza o tsunami oraz erupcjach wulkanów. Klęski żywiołowe można powstrzymać za pomocą twórczej manipulacji środowiskiem: podczas tsunami można zwiększyć gęstość wody, pożary można ugasić, a lawę przemieścić w inne miejsce. Chociaż w grze nie ma osobnego trybu piaskownicy, Chahi oznajmił, że każda misja zawiera inną mapę, do których gracz może powrócić i dalej manipulować jej środowiskiem.
W pierwszym dniu obecności na Xbox Live Arcade gra pobiła rekord sprzedaży. Grę nabyło o 45% więcej osób niż poprzednią grę Ubisoftu w tej usłudze. Na początku grudnia 2011 roku ujawniono, że na konsolach sprzedano ponad pół miliona egzemplarzy gry. W dniu premiery na PC okazało się, że ta wersja gry jest dość niedopracowana. Mimo zapowiedzi Ubisoftu, że te wady zostaną naprawione w nadchodzącym patchu, niektórzy gracze z powodzeniem zażądali zwrotu kosztów przez platformę Steam.

## Odbiór gry
Po pierwszym wydaniu w dniu 27 lipca 2011 roku na Xboksa 360 większość recenzji gry From Dust była pozytywna. Wersja na PC, wydana 17 sierpnia 2011 roku, otrzymała mniej pochlebne recenzje. Recenzenci wersji PC krytykowali niedopracowane sterownie, ograniczoną ilość klatek na sekundę do 30, brak antyaliasingu lub innych zaawansowanych opcji graficznych. Wiele skarg dotyczyło zabezpieczeń DRM gry, przez które, wbrew wcześniejszym zapewnieniom wydawcy, gra wymaga stałego połączenia z Internetem zamiast zapowiadanej wcześniej jednorazowej aktywacji. Ponadto pojawiają się doniesienia, że problemy ze stabilnością, błędy oraz mały zakres obsługiwanych kart graficznych czynią produkt niegrywalnym dla niektórych osób.